# Alfried Längle
Alfried Längle (* 27. März 1951 in Götzis, Vorarlberg) ist ein österreichischer Psychotherapeut, klinischer Psychologe, Arzt für Allgemeinmedizin und psychotherapeutische Medizin, Professor an der Wirtschaftshochschule Moskau, Gastprofessor an der Sigmund-Freud-Universität Wien, Dozent am Institut für Psychologie der Universität Klagenfurt und Gastprofessor an der Universität St. Gallen. Er ist Gründungsmitglied und langjähriger Vorsitzender der Internationalen Gesellschaft für Logotherapie und Existenzanalyse (GLE) mit Sitz in Wien und ist in eigener Praxis für Psychotherapie und Coaching niedergelassen.

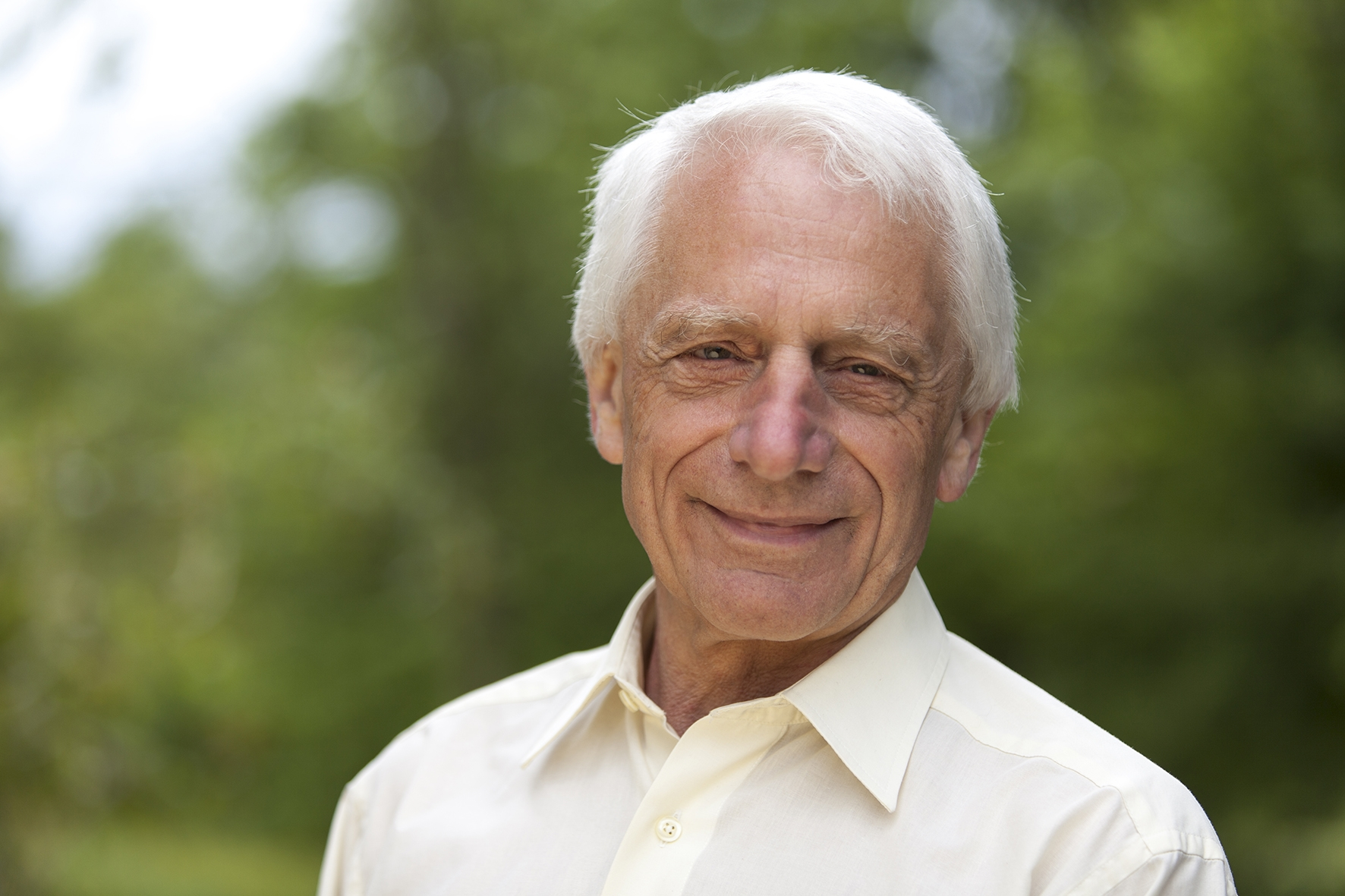
Alfried Längle (2013)

## Leben
Alfried Längle studierte Medizin und Psychologie in Innsbruck, Rom, Toulouse und Wien. Längle arbeitete von 1982 bis 1991 eng mit Viktor Frankl zusammen und verfasste die Biographie Viktor Frankl – ein Porträt. Er begründete die Ausbildung in Existenzanalyse und Logotherapie in Wien und war Präsident der Internationalen Gesellschaft für Logotherapie und Existenzanalyse (GLE-International) seit ihrer Gründung 1984 bis Juni 2017. Längle war von 2002 bis 2010 Vizepräsident der International Federation of Psychotherapy (IFP). Er entwickelte die Existenzanalyse zur Psychotherapie mit staatlicher Anerkennung in Österreich, Schweiz, Tschechien und Rumänien weiter sowie ihre Anwendung im Coaching. Längle verfasste über 400 facheinschlägige Publikationen. Er habilitierte an der psychologischen Fakultät der Universität Klagenfurt und ist seit 2005 außerordentlicher Professor für Psychotherapie an der Wirtschaftshochschule Moskau. Ab 2011 auch Gastprofessor an der Sigmund Freud Privatuniversität Wien und seit 2017 an der Universität St. Gallen im advanced management program.

## Schriften
Als Autor:
- Sinnvoll leben. Angewandte Existenzanalyse. NP, St. Pölten 1987; 4. Auflage 1994; Neuausgabe: Sinnvoll leben. Eine praktische Anleitung der Logotherapie. Überarbeitung und Neugestaltung als Werkbuch: Dorothee Bürgi. Residenz, St. Pölten 2007; 3. Auflage 2014, ISBN 978-3-7017-3041-4.
- Viktor Frankl. Ein Porträt. Piper, München 1998, ISBN 3-492-04069-1.
- Sinnspuren. Dem Leben antworten. NP, St. Pölten 2000, ISBN 3-85326-132-9; 2. Auflage: Residenz, St. Pölten 2011, ISBN 978-3-7017-1546-6.
- mit Christine Orgler und Michael Kundi: Existenz-Skala. ESK. Beltz Test, Göttingen 2000.
- Wenn der Sinn zur Frage wird … Picus, Wien 2002, ISBN 3-85452-393-9.
- mit Alice Holzhey-Kunz: Existenzanalyse und Daseinsanalyse. UTB-Facultas, Wien 2008, ISBN 978-3-8252-2966-5.
- Erfüllte Existenz. Entwicklung, Anwendung und Konzepte der Existenzanalyse. Texte für Psychotherapie, Beratung und Coaching. Facultas WUV, Wien 2011, ISBN 978-3-7089-0721-5.
- Lehrbuch zur Existenzanalyse. Grundlagen. Facultas WUV, Wien 2013; 2. Auflage 2014, ISBN 978-3-7089-1208-0.
- mit Dorothee Bürgi: Existentielles Coaching. Theoretische Orientierung, Grundlagen und Praxis für Coaching, Organisationsberatung und Supervision. Facultas WUV, Wien 2014, ISBN 978-3-7089-0998-1.
- Existenzanalyse. Existentielle Zugänge der Psychotherapie. Facultas WUV, Wien 2016, ISBN 978-3-7089-1353-7.
- mit Dorothee Bürgi: Wenn das Leben pflügt. Krise und Leid als existentielle Herausforderung. Vandenhoeck & Ruprecht, Göttingen 2016, ISBN 978-3-525-40259-7.
- mit Ingeborg Künz: Leben in der Arbeit? Existentielle Zugänge zu Burnoutprävention und Gesundheitsförderung Facultas WUV, Wien 2016, ISBN 3-7089-1493-7, ISBN 978-3-7089-1493-0.
- mit Philipp Johner und Dorothee Bürgi: Existential Leadership zum Erfolg. Philosophie und Praxis der Transformation. Haufe, Freiburg im Breisgau 2018, ISBN 978-3648-09054-1.
- Existenzanalyse und Logotherapie. Stuttgart, Kohlhammer Reihe Psychotherapie kompakt 2021, ISBN 978-3-17-034198-2

Als Herausgeber:
- Wege zum Sinn. Logotherapie als Orientierungshilfe. Für Viktor E. Frankl. Piper, München 1985, ISBN 3-492-00687-6.
- Entscheidung zum Sein. Viktor E. Frankls Logotherapie in der Praxis. Piper, München 1988, ISBN 3-492-10791-5.
- mit Christian Probst: Süchtig sein. Entstehung, Formen und Behandlung von Abhängigkeiten. Ges. für Logotherapie und Existenzanalyse, Wien 1993; 2. Auflage: Facultas, Wien 1997, ISBN 3-85076-428-1.
- Praxis der Personalen Existenzanalyse. Facultas, Wien 2000, ISBN 3-85076-514-8.
- mit Karl Rühl: Ich kann nicht… Behinderung als menschliches Phänomen. Facultas, Wien 2001, ISBN 3-85076-558-X.
- Hysterie. Facultas, Wien 2002, ISBN 3-85076-524-5.
- Emotion und Existenz. Facultas, Wien 2003, ISBN 3-85076-523-7.

## Auszeichnungen (Auswahl)
- 2000: Ehrendoktorat für Medizin der Medizinisch-Pharmakologischen Universität Temesvar (Rumänien)
- 2004: Ehrendoktorat für Psychologie der Psychologischen Fakultät der Universidad de las Américas, Santiago de Chile
- 2006: Vorarlberger Wissenschaftspreis[1]
- 2011: Goldenes Ehrenzeichen für Verdienste um die Republik Österreich
- 6 Ehrenprofessuren, u. a. für Psychologie an der Universidad Católica de Salta (Argentinien) 2006, an der Lomonossow-Universität in Moskau 2008 und an der Universidad Aconcagua in Mendoza (Argentinien) 2010 und der Univ. de Congreso in Mendoza 2012; Ehrenprofessur für Medizin an der Staatlichen Medizinischen Universität Kursk 2012; Moskauer MOSPI 2015.
- 2022: Ehrenkreuz für Wissenschaft und Kunst der Republik Österreich